# False Island
False Island (englisch für Falsche Insel, jeweils gleichbedeutend in Argentinien Isla Falsa und Chile Islote Falso) ist eine Insel im Palmer-Archipel vor der Westküste der Antarktischen Halbinsel. Sie ist die größte in einer Gruppe von drei Inseln im Osten der Hackapike Bay vor der Nordostküste der Anvers-Insel. Die anderen beiden sind Pear Island und Head Island.
Bei der Vierten Französischen Antarktisexpedition (1903–1905) unter der Leitung des Polarforschers Jean-Baptiste Charcot wurden an der geographischen Position der hier beschriebenen Insel zwei Inseln kartiert. Die Benennung im Jahr 1927 durch Teilnehmer der britischen Discovery Investigations trägt diesem Irrtum Rechnung.